# 張惟赤
张惟赤，字侗孩，号螺浮，浙江海盐人，清朝政治人物、進士出身。

## 生平
順治十二年，登進士，授工科给事中。有《退思轩诗集》。